# (690822) 2014 MH70
(690822) 2014 MH70 est un objet transneptunien faisant partie des plutinos qui pourrait être une planète naine potentielle, ayant un diamètre probable d'environ 300 km.